# Personaggi di Trigun
Questa è la lista dei personaggi di Trigun, manga scritto e disegnato da Yasuhiro Nightnow. Gli stessi compaiono anche nella serie televisiva anime del 1998, nel film Trigun: Badlands Rumble del 2010 e in Trigun Stampede del 2023.

## Personaggi principali

### Vash the Stampede
Vash the Stampede (ヴァッシュ・ザ・スタンピード?, Vasshu za Sutanpīdo)
Doppiato da Masaya Onosaka, Kōki Miyata (da bambino), Yoshitsugu Matsuoka (Trigun Stampede), Tomoyo Kurosawa (da bambino, Trigun Stampede) (ed. giapponese), Simone Mori (ed. italiana)
Vash (anche detto "Tifone Umanoide") è il protagonista della serie. Un ricercato da 60 miliardi di doppi dollari ($$) che si trascina di città in città cercando di sfuggire ai mille disastri che lo seguono. Nonostante sia un pacifista convinto è anche un pistolero molto esperto, che cerca di non uccidere mai nessuno. Ha perso il braccio sinistro nel primo scontro col fratello Knives ed è stato costretto a rimpiazzarlo con uno meccanico, che all'occorrenza mostra una pistola nascosta che Vash userà in momenti critici. Il suo aspetto è quello di un comune essere umano, ma la sua vera natura è in realtà plant, una misteriosa forma di vita artificiale di cui i coloni delle navi spaziali si servivano per la produzione di energia e alimentazioni. Tutto il suo essere è in grado di produrre energia, che di solito "spara" fuori dal braccio trasformato in cannone (nell'anime, a differenza del manga, è necessaria la pistola costruita da Knives per usare il potere di plant, nel manga invece il braccio si trasforma nella grande arma senza bisogno dell'ausilio della pistola). La sua età presunta è 131 anni. Nel fumetto viene però svelata la natura non immortale dei plant che cessano di vivere quando esauriscono la loro energia (stato simboleggiato dal progressivo passaggio del colore dei capelli dal biondo al nero) a meno che non la riassorbano da un altro plant.

### Meryl Stryfe
Meryl Stryfe (メリル・ストライフ?, Meriru Sutoraifu)
Doppiata da Hiromi Tsuru, Sakura Andou (Trigun Stampede) (ed. giapponese), Stella Musy (ed. italiana)
Insieme a Milly è uno dei due agenti speciali inviati dalla società d'assicurazioni Bernardelli alla ricerca di Vash the Stampede, per controllare il suo enorme potere distruttivo ed evitare così eccessive perdite all'agenzia. È molto seria ed una gran lavoratrice. Col passare del tempo comincia a provare qualcosa per Vash e se ne innamora, specialmente dopo aver conosciuto il suo passato, la natura di plant di Vash, e dell'esistenza del malvagio gemello Knives. Nel manga saprà di tutto ciò per bocca di Zazie the Beast, ma solo dopo essere stata rapita da quest'ultimo. Come arma usa delle piccole pistole, modello Derringer (da qui il suo nome di battaglia) facili da maneggiare per una ragazza esile come lei ma comunque letali. Alla fine del manga, lascia il lavoro di assicuratrice con l'amica e collega Milly Thompson per diventare una giornalista reporter d'assalto.

### Milly Thompson
Milly Thompson (ミリィ・トンプソン?, Mirī Tonpuson)
Doppiata da Satsuki Yukino (ed. giapponese), Perla Liberatori (ed. italiana)
Amica e assistente di Meryl, lavora anche lei per la società d'assicurazioni Bernardelli, ed è stata la prima a rendersi conto di chi fosse il vero Vash the Stampede. È una persona estremamente gentile e sentimentale, anche se a volte un po' ingenua; è molto alta e forte. Solitamente buona e simpatica, tende ad andare un po' fuori di testa quando beve. Nel manga sembra essere innamorata di Wolfwood, tanto che quando le viene riferito che è partito per un lungo viaggio (che probabilmente capisce essere una bugia per non farla soffrire), scoppia in lacrime. Come arma usa una specie di gatling lancia-arpioni imprigionanti, estremamente pesante. Insieme a Meryl diventa una reporter d'assalto, ma solo alla fine del manga.

### Nicholas D. Wolfwood
Nicholas D. Wolfwood (ニコラス・D・ウルフウッド?, Nikorasu Dī Urufūddo)
Doppiato da Shō Hayami, Yoshimasa Hosoya (Trigun Stampede), Mirei Kumagai (da bambino, Trigun Stampede) (ed. giapponese), Massimo De Ambrosis (ed. italiana)
È un reverendo pistolero. Un grande amico ed alleato di Vash (lo chiama "testa a punta"), con cui spesso entra in conflitto a causa di ideologie differenti. La sua vita è avvolta nel mistero per gran parte del manga. Si scoprirà che da piccolo viveva in un orfanotrofio, uscito dal quale è stato arruolato dall'Eye of St Michael, un'organizzazione di killer professionisti, che ha modificato il suo corpo in modo da renderlo un assassino infaticabile e pressoché indistruttibile. Il suo nome in codice è Nicholas the Punisher. Nel manga muore dopo la battaglia con un suo amico d'infanzia, Livio, che riesce a redimere e salvare dall'Eye of St Michael. Nell'anime muore dopo uno scontro con il reverendo Chapel, membro dei Gung-Ho Guns e suo maestro, che aveva inizialmente sconfitto ma non ucciso. Viene tuttavia assassinato in quanto questi diviene succube del controllo psichico di Legato Bluesummers.

### Rem Saverem
Rem Saverem (レム・セイブレム?, Remu Seiburemu)
Doppiata da Aya Hisakawa, Maaya Sakamoto (Trigun Stampede) (ed. giapponese), Maria Letizia Scifoni (ed. italiana)
Tutrice e madre adottiva di Vash e Knives sin dalla loro nascita, insegna ai piccoli l'amore e la pace. Sin dall'infanzia ha una profonda influenza su Vash, mentre con Knives ha un approccio più mite. Sacrifica la sua vita durante la caduta della nave Seeds, nel tentativo di salvare più vite umane possibili.

### Millions Knives

Millions Knives nell'anime del 1998

Millions Knives (ミリオンズ・ナイブズ?, Mirionzu Naibuzu)
Doppiato da Toru Furusawa, Masamichi Ota (da bambino), Junya Ikeda (Trigun Stampede) e Yumiri Hanamori (da bambino, Trigun Stampede) (ed. giapponese), Sandro Acerbo, Francesco Nicotra (da bambino) (ed. italiana)
Fratello gemello di Vash, entrambi nati come Plant sulle astronavi coloniali del progetto Seeds. Il suo aspetto esteriore è quello di un comune essere umano, ma la sua vera natura è quella di un Plant: una misteriosa forma di vita sfruttata dai coloni spaziali per energia e risorse. Nel manga, la sua età presunta è di 131 anni, mentre nell'anime raggiunge i 150 anni. A differenza di Vash, Knives non abbraccia gli insegnamenti pacifisti di Rem Saverem e nutre un profondo disprezzo per gli umani. Questo risentimento nasce da traumi diversi a seconda della versione della storia. Nell'anime, l'odio di Knives è alimentato dalla violenza e dal disprezzo mostrato da un membro del  progetto Seeds verso i gemelli Plant, portandolo a considerare gli umani inferiori. Nel manga, invece, il trauma deriva dalla scoperta di un video-diario che rivela la storia di Tesla, un altro Plant sottoposto a torture e esperimenti mortali. Questo evento spinge Knives a uccidere lo staff della navicella, risparmiando solo Rem a causa del suo legame con Vash. Dopo aver finto amnesia per un anno, sabota le navi del Progetto Seeds, facendole precipitare sul pianeta Gunsmoke, con l'intento di sterminare gli occupanti. Il sacrificio di Rem salva parte degli umani, ma Knives giura di distruggere l'intera razza.
Nei successivi 80 anni, viaggia con Vash e crea due pistole in grado di amplificare i loro poteri di Plant. La loro alleanza si spezza quando, durante uno scontro, Vash ferisce Knives alla spalla. Per vendetta, Knives amputa il braccio sinistro di Vash. Successivamente, Knives rintraccia Conrad, il capo dell'equipaggio della nave su cui sono nati, e lo costringe a condurre esperimenti per potenziare le sue abilità. In questo modo, impara a controllare l'Angel Blade e l'Angel Arm di Vash. Il suo Angel Blade, in linea con il suo nome (dall'inglese knives "coltelli"), è composto da lame affilatissime capaci di raggiungere la stratosfera.
Dopo decenni, Knives incontra nuovamente Vash nella città di July e lo costringe ad attivare il suo Angel Arm, cercando di portarlo dalla sua parte. Il rifiuto di Vash porta a uno scontro in cui Knives viene gravemente ferito dall'Angel Arm del fratello. Dopo essere stato curato, Knives riemerge otto anni dopo con l'obiettivo di distruggere l'umanità, affiancato dai suoi Gung-Ho Guns. Scoperta la verità sull'indebolimento dei Plant, causato dalla diminuzione della loro fonte di energia e manifestato con il cambiamento del colore dei capelli da biondi a neri, Knives uccide Conrad per avergli nascosto tale segreto. Decide quindi di assorbire altri Plant per accrescere il suo potere, trasformandosi in un "Amalgama", un'entità composta da più Plant, capace di controllare l'Arca, un'astronave in grado di assorbire energia vitale dagli esseri umani e di teletrasportarsi. Lo scontro finale con Vash determinerà il destino dell'umanità. Nel manga, Vash e Knives combattono a lungo e alla fine dello scontro Knives salva il fratello dall'Arca in fiamme. Portato in sicurezza Vash, Knives usa le sue ultime forze per creare un albero di mele e sparisce, forse morendo dissolvendosi ormai senza più energie. Nell'anime, Vash raggiunge Knives e i due combattono tra loro. Vash riesce a sconfiggere il fratello e neutralizzarlo con diversi colpi di proiettile, per poi portarlo con sé (privo di sensi) convinto di poterlo redimere.

### Legato Bluesummers
Legato Bluesummers (レガート・ブルーサマーズ?, Regāto Burūsamāzu)
Doppiato da Toshihiko Seki, Kōki Uchiyama (Trigun Stampede) (ed. giapponese), Vittorio De Angelis (ed. italiana)
Capo dei Gung-Ho Guns e braccio destro di Knives, che considera un dio. Legato è un tipo abbastanza alto, con occhi gialli e dei capelli blu che ricoprono spesso il suo occhio sinistro. Si veste con uno strano abito simile a un cappotto bianco lungo fin quasi ai piedi. Inoltre possiede straordinari poteri: nell'anime sono di tipo telepatico e gli derivano dal braccio mancante di Vash, amputato da Knives; mentre nel manga si scoprirà molto avanti nella storia che è in grado di bloccare e muovere i propri avversari utilizzando sottili fili metallici. Sia nell'anime che nel manga il suo compito di dare a Vash the Stampede sofferenza eterna giunge a compimento quando costringe Vash a ucciderlo. Ha rischiato la morte dopo uno scontro con Vash e Nicholas, durante il quale il reverendo era giunto in aiuto del Tifone Umanoide, in difficoltà contro Legato a causa del suo potere. Wolfwood, che aveva intuito in uno scontro precedente la difficoltà di Legato nel controllare Vash, si scaglia all'attacco, tentando di sparargli alla tempia, ma viene bloccato dal capo dei "Gung-Ho Guns". In questo modo Vash è completamente libero e Legato, resosi conto della minaccia, cerca di riprendere il controllo sul Tifone Umanoide, ma compie l'errore di deconcentrarsi da Wolfwood, che approfitta della situazione e spara; tuttavia fallisce, colpendo invece il capo dei Gung-Ho-Guns, mosso da Legato. Lo "schiavo" di Knives rimane in uno stato di coma semicosciente, fino al penultimo volume, per poi risvegliarsi e riprendere il controllo del suo corpo, affrancandosi dal giogo della gabbia semovente in cui era rinchiuso in vista dello scontro finale con l'odiato Vash a Octovan City. Sempre nel manga è rivelato che Knives salvò Legato involontariamente (o per meglio dire, perché Legato riuscì a controllare le sue "ali") uccidendo tutti gli abitanti del suo paese; quando cercò di uccidere lo schiavo sedicenne questi riuscì a fermare il primo colpo e gli chiese di poterlo seguire, così Knives gli diede il nome Legato (dal latino "ambasciatore", "luogotenente"). Per dimostrare la sua devozione a Knives, Legato si scaglia nella battaglia finale contro Vash. Ciononostante, sa benissimo che se riuscisse a batterlo, verrebbe in ogni modo eliminato da Knives stesso, che ritiene Legato non così diverso dal resto del genere umano. Nell'anime viene ucciso da Vash, costretto a sparargli per salvare Meryl e Milly. Nel manga è sempre Vash a sparagli, per salvare però la vita a Livio. In entrambi i casi la sua morte provocherà un forte crollo psicologico nel Tifone Umanoide, che per la prima volta ha spezzato una vita umana.

## Personaggi secondari

### Kuroneko-sama
Kuroneko-sama (黒猫様?)
Doppiata da: Satsuki Yukino (ed. giapponese)
È una gatta nera che compare in tutti gli episodi dell'anime tranne in quello flashback, in vari momenti nel manga e nel film di animazione Trigun: Badlands Rumble. Il sesso è stato chiarito da Nightow in persona in un'intervista; alle domanda sulla sua natura e il suo significato ha risposto, esplicativamente: "Kuroneko-sama è una piccola gatta nera". Tuttavia i fan hanno proposto molte interpretazioni: nell'episodio flashback, il numero 17 dell'anime, si vede un gatto in braccio a una delle persone ibernate, ma è impossibile (a meno che Kuroneko-sama non sia una gatta speciale) in quanto questa gatta viene comunque riportata in vita circa 107 anni prima del periodo in cui sono ambientate le vicende di Vash e quindi non si spiegherebbe la sua età simile a quella di Vash (che invece è un plant: cioè una forma di vita superiore rispetto all'uomo e capace di vivere per un tempo molto più lungo e addirittura infinito, se periodicamente l'essere plant assorbe dell'energia). Alcuni avanzano l'ipotesi di un legame tra Kuroneko e Rem, secondo altri è semplicemente un simbolo della sfortuna che perseguita Vash. L'unico scontro della gatta con Vash avviene dopo la morte di Legato, cioè quando Vash si sente costretto a infrangere il giuramento fatto a Rem.

### Tesla
Tesla (テスラ?, Tesura)
Personaggio presente solo nel manga. Primo Plant ad apparire su un pianeta popolato da esseri umani, morta per i continui esperimenti eseguiti su di lei per studiarne la sua natura e le sue potenzialità. Apparve a Vash e Knives come una visione che li condusse al blocco medico dove furono eseguiti gli esperimenti su di lei. Il corpo di Tesla è stato conservato in tre serbatoi cilindrici dopo la sua morte: uno contenente il suo braccio destro, un altro contenente la maggior parte del suo corpo sezionato e l'ultimo che racchiude il suo cervello e gli occhi. Il trattamento riservato a Tesla fa crescere rabbia e risentimento in Knives che da allora prova odio nei confronti degli esseri umani.

### Chronica
Chronica (クロニカ?, Kuronika)
Personaggio presente solo nel manga. Comandante di due impianti indipendenti inviati dalla Terra in risposta al "Gunsmoke homing beacon". Arriva insieme a Domina dopo che Knives riesce a salire sull'Arca per invadere i due impianti. Dai discorsi che la donna plant fa con i suoi avamposti, emerge che già in passato si è occupata di gente come Knives, ma mai del suo stesso potenziale e crudeltà. È una delle forze più attive presenti nel manga durante lo scontro finale, e cercherà di vendicare la sua luogotenente Domina, assorbita da Knives che in seguito distrugge anche il suo carattere individuale. Ha l'opportunità di uccidere Knives e difatti libera il suo potere distruttivo (lo stesso che ha Vash), ma Livio fa in tempo ad impedirglielo, poiché avrebbe centrato anche Vash, che grazie ad un paio di ali sbucategli da dietro la schiena aveva già liberato e trascinato via il fratello dall'amalgama con gli altri plant.

### Brilliant Dynamite Neon
Brilliant Dynamite Neon (ブリリアント・ダイナマイツ・ネオン?, Buririanto Dainamaitsu Neon)
Doppiato da Unshō Ishizuka (ed. giapponese), Nino Prester (ed. italiana)
Predone e leader dei Bad Lads. È un eccellente tattico, leader carismatico e uomo d'onore. Ha un forte fascino per tutte le cose luminose e lampeggianti, che si estende in una personalità molto simile a uno showman. Tiene in grande considerazione abilità e dedizione, rispettando Kaite per l'efficacia con cui ha disarmato il piroscafo di sabbia Flourish, uno dei timonieri della nave per la sua disponibilità a sacrificarsi per la nave, e Vash per la sua abilità. Affronta in duello il tifone umanoide come posta in palio il destino del piroscafo e i suoi passeggeri. Nel caso di vittoria di Vash, Neon si impegnerà a frenare il piroscafo a velocità in costante aumento e fuori controllo. Lo scontro finisce alla pari ma mantiene ugualmente la promessa e procede ad arrestare il velivolo dopo che l'avversario gli danneggia una delle dinamo dalla quale prende potenza per le sue armi da fuoco.

### Blood
Blood (ブラド?, Burado)
Doppiato da Kōji Ishii (ed. giapponese), Alessandro Rossi (ed. italiana)
Ragazzo dal fisico robusto, abitante dell'arca che si mantiene in galleggiamento con i Plant e stretto assistente dell'anziano saggio (nel manga ha un fisico completamente diverso rispetto all'anime e si fa chiamare Luida) leader della popolazione presente sulla nave volante. Come tutti gli abitanti presenti in essa non vede bene gli uomini che provengono dalla superficie. Nell'anime è geloso di Vash poiché Jessica, ragazza di cui è innamorato, è a sua volta invaghita del tifone umanoide. Tuttavia lo difende dalle critiche degli abitanti che gli contestano la caduta dell'arca in superficie nonostante abbia sconfitto il Gung-Ho Gun Hoppered The Gauntlet. Muore facendo scudo a Vash dai alcuni colpi di pistola provenienti da una marionetta di Leonoff The Puppet Master avente le sembianze di Jessica. Nel manga tutto ciò non compare, aiuta Vash nella lotta contro Leonoff scoprendo qual è il suo punto debole e alla fine dell'invasione dei Gung-Ho Guns sulla nave (nel manga solo due e non tre come nell'anime) riesce a sopravvivere.

### William Conrad
William Conrad (ウィリアム・コンラッド?, Uiriamu Konraddo)
Personaggio presente solo nel manga. Scienziato assoldato da Legato per poter far accelerare i tempi di recupero di Knives dallo stato comatoso in cui vige dentro un impianto Plant. Accetta di servire Knives solo per studiare la natura della sua gente, ma muore per sua mano dopo avergli nascosto il segreto dell'annerimento dei capelli che ne comporta la morte quando il potere dell'Angel Arm viene utilizzato troppo a lungo.

## Fazioni

### Plant
I Plant (プラント?, Puranto) sono una misteriosa razza artificiale simili ad angeli umanoidi. Furono usati e creati prima che le navi coloniali atterrassero sul nuovo pianeta dove si svolge la trama attuale. I Plant sono la fonte principale di energia che fa muovere la maggior parte delle macchine utilizzate nel pianeta e che danno luce in tutte le città. I Plant vengono tenuti sempre chiusi in dei contenitori di vetro simili a grosse lampadine, immersi nell'acqua e illuminati da luci ultraviolette. Questo processo permette ai Plant di produrre una fonte di energia pressoché illimitata. Nell'anime sono chiamati: "gli esseri che vivono al di fuori del tempo".

### Gung-Ho Guns
I Gung-Ho Guns (ガンホーガンズ?, Gan-Hō Ganzu) sono un gruppo di 11 assassini dai poteri bizzarri e devastati, guidati da Legato e al servizio di Knives con lo scopo di «portare sofferenza eterna a Vash the Stampede». La maggior parte di loro sono umani che hanno, in un modo o nell'altro, sacrificato una parte della loro natura umana per ottenere efficaci tecniche da killer e un'illimitata potenza in combattimento. Ognuno di loro ha un numero di identificazione, anche se non tutti vengono rivelati e non si sa con quale criterio esso venga attribuito. Inoltre, hanno quasi tutti un soprannome che sottolinea una loro caratteristica.
Nel manga sono 13 in totale e ciascuno di loro, ad esclusione di Elendira, porta con sé una mezza moneta che, in caso di sconfitta, dovrà essere consegnata a Vash, il quale possiede le restanti metà (negli ultimi capitoli del manga si scoprirà che, una volta completata ogni moneta, la scatola che le contiene funge da blocco al potere di Legato).
Tra l'anime e il manga ci sono sensibili differenze riguardo alla formazione del gruppo, all'importanza, alla storia e alle caratteristiche personali di ogni singolo membro.

#### Monev the Gale
Monev the Gale (モネヴ・ザ・ゲイル?, Monevu Za Geiru)
Doppiato da: Masuo Amada, Chikahiro Kobayashi (Trigun Stampede) (ed. giapponese), Angelo Nicotra (ed. italiana)
Gung-Ho Guns numero: 1. Primo membro della squadra a scontrarsi con Vash, è un uomo grosso e imponente con una tuta aderente viola su tutto il corpo ed un elmetto arancione anti-proiettili che gli ricopre la testa. Viene tenuto segregato ad allenarsi in uno scantinato per 20 anni in modo da fargli conseguire la forza necessaria ad uccidere il Tifone Umanoide; Legato Bluesummers infine gli commissiona l'omicidio di Vash, in cambio della tanto agognata libertà. Come per molti altri Gung-Ho Guns, il suo corpo ha subito delle modifiche per potenziarne le capacità, come si può notare quando perde l'elmetto e la sua testa resta scoperta: al suo cranio sono collegati dei meccanismi metallici e parte del suo emisfero cerebrale è scoperto. Possiede infatti una forza e delle capacità fisiche sovrumane (da qui il soprannome gale, "burrasca"). Combatte usando armi dalla grande forza distruttiva, come una coppia di mitragliatrici pesanti poste sugli avambracci o un enorme bazooka. Nell'anime durante il combattimento nella città, restano uccise a causa dei suoi attacchi alcune persone. Ciò causa l'ira di Vash che gli spara alcuni colpi ferendolo, mostrando un'espressione feroce e disumana; Monev a quella vista rimane terrorizzato, sostenendo che di fronte a lui ora si staglia un demone, scoprendo così il lato oscuro di Vash the Stampede.
Nightow, grande fan dei comics americani, ha creato l'aspetto di questo personaggio sulla base di Venom, lo storico nemico dell'Uomo Ragno. Il nome "Monev", infatti, è il rovescio di "Venom". Sia nell'anime che nel manga viene sconfitto da Vash, dopo uno pesante scontro che coinvolge tutta la cittadella dove erano presenti. Vash gli risparmia la vita ma successivamente viene ucciso da E.G. Mine per aver fallito la sua missione.

#### Dominique the Cyclops
Dominique the Cyclops (ドミニク・ザ・サイクロプス?, Dominiku za Saikuropusu)
Doppiata da: Yōko Sōmi (ed. giapponese), Pinella Dragani (ed. italiana)
Gung-Ho Guns numero: 3 nel manga, 2 nell'anime. Secondo killer a scontrarsi con Vash nella serie animata, mentre è la terza nel manga. Ella è una donna dai lunghi capelli neri con in dosso un lungo cappotto, che combatte utilizzando una pistola. Viene così soprannominata perché ha un occhio solo; l'altro, chiamato "Demon Eye" (nel manga ha infatti un aspetto mostruoso) è bendato e si rivela essere la sua arma segreta: quando Dominique rimuove la benda, il suo occhio è in grado di causare una potente ipnosi nell'avversario, creando delle pause nelle sue percezioni sensoriali che la fanno apparire velocissima ai suoi occhi. Dopo un acceso combattimento, Vash scopre il suo potere e riesce a sopprimerlo concentrandosi sul dolore provocato da una ferita, che mantiene la sua mente lucida, liberandolo dall'ipnotismo. Nell'anime viene sconfitta da Vash che le risparmia la vita ma successivamente viene uccisa da E.G. Mine, e forse anche da Midvalley the Hornfreak, per aver fallito la missione. Nel manga invece si suicida per la sconfitta subita, lanciandosi dall'edificio del suo scontro con Vash.

#### E.G. Mine
E.G. Mine (EGマイン?, EG Main)
Doppiato da: Ryō Horikawa, Wataru Takagi (Trigun Stampede (ed. giapponese), Giorgio Lopez (ed. italiana)
Gung-Ho Guns numero: 2 nel manga, 5 nell'anime. È un uomo con uno strano rivestimento che lo ricopre completamente proteggendolo dagli attacchi nemici, con un bavaglio sulla bocca e un vestito di pelle. Combatte sparando degli spunzoni presenti nelle protezioni che porta sulle spalle, e che attiva tramite dei fili. Nel manga è il secondo Gung-Ho Guns a porsi contro Vash, mentre nell'anime è il terzo. Estremamente superbo ed arrogante, per spaventare Vash gli presenta i corpi esanimi di Monev e Dominique (nel manga solo Monev) uccisi da lui stesso come punizione per aver fallito nell'eliminare Vash, sfidandolo immantinente a duello. Viene sconfitto da Vash in pochi istanti, che schiva le punte di Mine e gli distrugge l'armatura con una sola mossa. Mentre nel manga viene messo k.o. da Vash e le sue sorti non sono molto chiare (probabilmente viene ucciso dai suoi superiori per essersi fatto sconfiggere), nell'anime viene ucciso da Rai-Dei the Blade, che sopraggiunge dopo la sua sconfitta e disgustato dalla sua pietosa performance, lo finisce con un fendente della sua spada.

#### Rai-Dei the Blade
Rai-Dei the Blade (雷泥・ザ・ブレード?, Rai Dei za Burēdo)
Doppiato da: Akio Ōtsuka (ed. giapponese), Michele Gammino (ed. italiana)
Gung-Ho Guns numero: 9. Rai-Dei è uno spadaccino vestito come un samurai, con in testa un kasa e con una chioma di capelli neri, legati in una coda. Estremamente agile, si batte unicamente con la spada, da qui il suo soprannome, combinando la sua bravura nel combattimento all'arma bianca con degli speciali pattini motorizzati che gli consentono rapidi spostamenti. La sua spada, in caso d'emergenza, può lanciare la lama come un proiettile e il suo fodero può trasformarsi in un fucile. Crede molto nell'onore e non tollera in alcun modo i deboli. Accetta volentieri di misurarsi con Vash, desiderando che questi gli faccia provare una sensazione mai sentita prima, deluso poi dal suo pacifismo. Nell'anime non possiede pattini, inoltre la sua spada è un'arma speciale in grado di lanciare fendenti a distanza, tanto potenti da spaccare il suolo, ed è lui ad uccidere E.G. Mine dopo la sua sconfitta, reputandolo un indegno avversario per Vash. Inizialmente mette Vash in difficoltà, ma poi quando il Tifone Umanoide sfodera suo malgrado la Angel Arm, viene travolto dalla potenza dell'arma. Prima di essere spazzato via, assapora tutta la forza del vero potere di Vash e ammette, seppur intimorito, che il suo nemico gli ha fatto effettivamente provare una sensazione unica. Sia nell'anime che nel manga, stremato dal potentissimo colpo scagliato da Vash che ha ridotto in macerie la città, viene finito da Nicholas D. Wolfwood.

#### Leonov the Puppet-Master
Leonov the Puppet-Master (レオノフ・ザ・パペットマスター?, Reonofu za Papetto Masutā)
Doppiato da: Kaneta Kimotsuki (ed. giapponese), Vittorio Stagni (ed. italiana)
Gung-Ho Guns numero: 4 nel manga. Leonov è un uomo tarchiato, con degli occhiali dalle lenti rotonde, con indosso un vestito e cappello nero e dei baffetti radi. Si dimostra il più tattico e pianificatore fra i Gung-Ho Guns. Deve il suo nome alla capacità di manovrare dei realistici burattini meccanici di varie forme, con cui combatte, utilizzando dei fili lunghi decine di chilometri e degli strani congegni a forma di globi. Nel fumetto viene rivelato che il suo vero nome è Emilio the Player e che Vash lo conobbe in gioventù. Si scopre inoltre che ha perso il senno dopo la morte di una donna di nome Isabel, di cui era presumibilmente innamorato. Attacca la "casa" di Vash, l'aeronave gigante dove vive la gente con cui Vash ha passato parte della sua vita, insieme a Gray the Ninelives (nell'anime insieme a loro c'è anche Hoppered the Gauntlet). Dopo la sconfitta, nel manga si suicida nonostante Vash tenti di salvarlo. Nell'anime viene ucciso da Wolfwood, che riesce a scovare la sua posizione e lo polverizza sparandogli una cannonata col suo Punisher.

#### Gray the Ninelives
Gray the Ninelives (グレイ・ザ・ナインライヴズ?, Gurei za Nainraivuzu)
Doppiato da: Kento Fujinuma (Trigun Stampede) (ed. giapponese)
Gung-Ho Guns numero: sconosciuto. Attacca la "casa" di Vash insieme a Leonof (nell'anime insieme a loro c'è anche Hoppered the Gauntlet). È un gigante dall'aspetto disumano che si esprime solo con versi, dotato di una forza e di una resistenza estrema e il cui corpo è munito di un vasto arsenale quali mitragliette e missili vari. Nell'anime è un robot corazzato, mentre nel manga è un essere cibernetico al cui interno si nascondono nove nani (da qui il suo soprannome, letteralmente "nove vite") che lo manovrano come se fosse vivo. Nell'anime deve il suo soprannome alla sua incrollabilità, Nicholas afferma che per quante volte lo si colpisca riesce sempre a rimettersi in piedi. In entrambe le versioni, viene sconfitto e distrutto da Nicholas D. Wolfwood, dopo un combattimento estremo.

#### Hoppered the Gauntlet
Hoppered the Gauntlet (ホッパード・ザ・ガントレット?, Hoppādo za Gantoretto)
Doppiato da: Keiichi Nanba (ed. giapponese), Roberto Chevalier (ed. italiana)
Gung-Ho Guns numero: 6 nel manga, 3 nell'anime. È un uomo deforme, che porta una maschera bianca con sei buchi sulla faccia e incapace di camminare. Si sposta con uno strano apparecchio che gli permette di compiere immensi salti e di rimbalzare su qualunque superficie. L'apparecchio funge da armatura con cui può sia proteggersi sia attaccare, lanciandosi contro il nemico e roteando lo scudo o il suo stesso corpo ad altissima velocità. Può inoltre sparare dalla punta dello scudo con una mitraglietta nascosta. Nell'anime è un pazzo sanguinario. Attacca la "casa" di Vash insieme a Leonof the Puppet-Master e Gray the Ninelives ma viene sconfitto da Vash, che riesce ad aggirare il suo scudo. Prima di morire decide di immolarsi, lanciando un attacco al reattore della nave spaziale ed esplodendo insieme ad esso. Nel manga viene approfondita la sua personalità e viene rivelato che era un sopravvissuto per miracolo alla distruzione di July City ad opera di Vash, diventato Gung-Ho Guns per vendicare una donna cieco muta defunta a July di cui si prendeva cura e di cui era presumibilmente innamorato. Odia tremendamente Vash, tanto da essere l'unico Gung-Ho Guns a voler infrangere l'ordine di Knives di farlo soffrire senza ucciderlo. A differenza dell'anime, ha un legame di complicità col leader del gruppo, Midvalley the Hornfreak, col quale pianifica di eliminare Vash per poi abbandonare di nascosto il gruppo di assassini. Nello scontro finale viene sconfitto da Vash e nonostante questi lo protegga dagli attacchi di Legato, che tenta di ucciderlo per il suo tradimento, viene ferito a morte da Zazie the Beast.

#### Zazie the Beast
Zazie the Beast (ザジ・ザ・ビースト?, Zaji za Bīsuto)
Doppiato da: Hiroshi Kamiya, Tarako (Trigun Stampede) (ed. giapponese), Fabrizio Manfredi, Fabrizio De Flaviis (come Beastie) (ed. italiana)
Gung-Ho Guns numero: 12 nel manga, 4 nell'anime. Compare sia nell'anime che nel manga ma le due versioni sono nettamente differenti l'una dall'altra. Nell'anime Zazie ha l'aspetto di un ragazzino e usa questa falsa identità per celare la sua natura di killer. Deve il suo nomignolo all'abilità di poter controllare i giganteschi Sand-Worm, vermi giganti sotterranei, con un dispositivo sul suo orecchino. Quando la sua identità viene scovata, Vash esita ad attaccarlo e viene ucciso da Wolfwood poco prima che possa sparare a Vash. Nel manga invece Zazie è la coscienza collettiva di uno sciame di insetti, che controllano il corpo del ragazzino. Questi insetti sono gli abitanti originali del pianeta Gunsmoke. Viene ucciso e distrutto da Hoppered per non avere intralci nel suo scontro con Vash ma in seguito si scopre sopravvissuto e ritorna, impossessandosi del corpo di una ragazza. Col prosieguo della storia si scopre che Zazie si è unito a Knives col solo scopo di studiare i Plant. Quando Knives è in fase di "amalgama" con altri Plant da lui stesso chiamati, Zazie approfitta di un momento in cui lo stesso Knives è vulnerabile per potersi fondere coi Plant, cercando di iniettargli un veleno che annulli ogni loro volontà per poterli così controllare, ma verrà ucciso prima di riuscirci da Legato Bluesummers.

#### Midvalley the Hornfreak
Midvalley the Hornfreak (ミッドバレイ・ザ・ホーンフリーク?, Middobarei za Hōnfurīku)
Doppiato da: Tomohiro Nishimura (ed. giapponese), Maurizio Fiorentini (ed. italiana)
Gung-Ho Guns numero: 11 nell'anime. Midvalley è un elegante killer vestito con una completo scuro armato di un particolare sassofono che emette onde d'urto. Nell'anime può trasformare il suo strumento per sparare con delle mitragliette nascoste. Sembra essere il leader dei Gung-Ho Guns. Nell'anime si vede apparire soltanto sporadicamente come braccio destro di Legato Bluesummers. Compare come ultimo Gung-Ho Guns a sfidare Vash; sebbene inizialmente abbia la meglio grazie alla sua formidabile arma e sfruttando degli ostaggi manipolati da Legato, Vash riesce a danneggiare il suo sassofono. Ignorando l'avviso di Vash, Midvalley tenta di utilizzare l'arma anche se inceppata e muore nell'esplosione che ne deriva. Nel manga il suo passato e la sua personalità vengono maggiormente sviluppate e dimostra diverse volte di disapprovare il modo in cui i Gung-Ho Guns vengono sacrificati contro Vash. Mostra inoltre di voler lasciare a tutti i costi l'organizzazione, nella quale era entrato a forza dopo l'incontro con Knives. In origine Midvalley era a capo di un trio di killer a pagamento mascherati da musicisti; capitato sul luogo della loro ultima strage, Knives ammirò che per colpire il loro bersaglio i tre avessero ucciso tutte le persone a lui vicine. Propose quindi loro di diventare suoi scagnozzi e quando i killer rifiutarono e tentarono di uccidere anche lui, Knives li eliminò risparmiando solo Midvalley, che decise di sottostare alla sua richiesta, tramando in segreto di riottenere la libertà. Temendo Vash e serbando rancore nei confronti di Knives, Midvalley pianifica di mollare tutto insieme a Gauntlet al momento opportuno. Mentre sta affrontando Wolfwood, cercherà di uccidere Legato insieme a Hoppered, perdendo però la vita nel tentativo così come il compagno.

#### Elendira the Crimsonnail
(エレンディラ・ザ・クリムゾンネイル?, Erendira za Kurimuzonneiru)
Doppiata da: Ayumu Murase (Trigun Stampede) (ed. giapponese)
Gung-Ho Guns numero: 13 nel manga (compare nel manga e in Trigun Stampede). Elendira è l'ultimo e il più forte Gung-Ho Guns a scendere in campo. Usa come proiettili dei chiodi giganti che gli devono il suo soprannome (dall'inglese crimsonnail, "chiodo cremisi") e che lancia da una sparachiodi a forma di valigia. È una donna transgender dai lunghi capelli ed è anche l'unico membro del team a non avere la mezza moneta da dare a Vash. Alla sua prima apparizione Wolfwood la definisce "Lost Number Thirteen". È il membro più equilibrato e mentalmente capace dei letali Gung-Ho Guns, ma viene infine massacrata dopo un duro scontro da Livio-Razlo nel tremendo Double Duel di Octovan (Livio the Double Fang-Razlo the Tri-Punisher of Death vs. Elendira the Crimsonnail / Vash the Stampede vs. Legato Bluesummers).

#### Livio the Double Fang
Livio the Double Fang (リヴィオ・ザ・ダブルファング?, Rivio za Daburu Fangu)
Gung-Ho Guns numero: sconosciuto (appare solo nel manga). Livio è un carissimo amico d'infanzia di Wolfwood appartenente alla stessa associazione di Nicholas, l'Occhio di San Michael. Deve il suo nome alle sue armi, due pistole a forma di croce Double Fang ("doppia zanna") e alla sua personalità multipla. È il più letale killer dell'Occhio di San Michael: dotato di una resistenza e una forza fisica assolutamente impareggiabili e di una freddezza impressionante, possiede un fattore rigenerante più forte di quello di Wolfwood e un terzo braccio artificiale sulla schiena che tiene solitamente nascosto. Possiede inoltre delle incredibili capacità analitiche, riuscendo a decifrare ogni sorta di informazione sul modo di combattere del suo avversario durante uno scontro. Fa parte dei combattenti più forti di Trigun insieme a Nicholas, Elendira, Legato Bluesummers e i fratelli Vash e Knives. Dopo la morte di Wolfwood si redimerà ed ereditatane la croce Punisher, accompagnerà Vash nella sua missione contro Knives.

#### Razlo the Tri-Punisher of Death
Razlo the Tri-Punisher of Death (ラズロ・ザ・トライパニッシャー・オブ・デス?, Razuro za Torai Panisshā obu Desu)
Gung-Ho Guns numero: sconosciuto (compare solo nel manga). Razlo altro non è che l'alter ego aggressivo e psicotico di Livio the Double Fang, discostatosi in seguito agli abusi e alle sofferenze subite nella sua infanzia. È dotato di un terzo braccio artificiale e impugna ben tre Punisher (l'arma a forma di croce che usa anche Wolfwood) che gli hanno valso il suo soprannome. È sempre accompagnato da tre servitori che custodiscono i Punisher mentre è attiva la personalità di Livio. Quando viene allo scoperto, prendendo il sopravvento su Livio, si dimostra essere il guerriero umano (esclusi quindi Vash e Knives) più letale al mondo. Nello scontro con Elendira, assieme a Livio, conferma questo dato: anche se inizialmente ha la peggio contro il più letale Gung-Ho Gun, riuscendo col tempo ad analizzare via via sempre più informazioni sul suo stile di combattimento, riesce infine ad uccidere Elendira con una mossa geniale.

#### Caine the Longshot
Caine the Longshot (ケイン・ザ・ロングショット?, Kein za Rongushotto)
Gung-Ho Guns numero: sconosciuto (appare solo nell'anime). È un cecchino dalla mira eccellente con indosso una maschera metallica simile a un teschio e una benda sull'occhio sinistro, indossa un poncho e un cappello simile a un sombrero. Ha un braccio artificiale, diverso da quello di Vash, ed è muto. Viene così soprannominato perché attacca le sue vittime usando un lunghissimo fucile da svariati chilometri di distanza. Per non farsi scoprire, è anche in grado di utilizzare tecniche di mimetismo per celare il suo corpo nell'ambiente circostante. Sconfitto da Vash, che riesce a localizzare la sua posizione e a raggirarlo, decide di suicidarsi sparandosi in testa con una pistola.

#### Chapel
Chapel (チャペル?, Chaperu)
Doppiato da: Hirotaka Suzuoki (ed. giapponese), Enrico Pallini (ed. italiana)
Di questo personaggio esistono due differenti versioni. In entrambe, il numero di serie è sconosciuto sia nell'anime che nel manga.
Nel manga Chapel è Nicholas D. Wolfwood in persona (Chapel the Punisher (チャペル・ザ・パニッシャー?, Chaperu za Panisshā)) il prete pistolero che funge da guida di Vash verso Knives. Allenato dall'Occhio di Saint Michael (Eye of St. Michael), un'organizzazione di assassini a stampo religioso, è armato di un Punisher (da qui il suo altro soprannome Nicholas The Punisher), un'imponente arma a forma di croce convertibile in mitragliatore, bazooka e lancia-razzi; nell'anime contiene inoltre una gran quantità di pistole (il nome deriva intuibilmente dal personaggio di Frank Castle, soprannominato appunto The Punisher, in quanto l'impugnatura a teschio è uguale al disegno sempre presente sulla divisa di Castle). Tramite un particolare siero Wolfwood ha inoltre acquisito un sistema di guarigione accelerato che però, per contro, lo ha fatto invecchiare più rapidamente dei suoi coetanei. Nonostante abbiano visioni della vita praticamente opposte diventerà un ottimo amico di Vash, che soprannomina amichevolmente Porcospino. Nel manga muore liberando il suo amico Livio the Double Fang (che ne prenderà il posto al fianco di Vash) dalla personalità di Razlo mentre nell'anime viene ucciso dal suo stesso maestro controllato da Legato Bluesummers.
Nell'anime Chapel è invece il maestro di Wolfwood (Chapel the Evergreen (チャペル・ザ・エバーグリーン?, Chaperu za Ebāgurīn)). Armato di una versione diversa del Punisher (la sua croce si divide in due mitragliatori pesanti autonomi), affronta Nicholas quando capisce che il suo allievo si è ormai schierato dalla parte di Vash, venendo da questi sconfitto dopo un duro scontro. Nonostante venga risparmiato dal suo allievo, viene controllato dai poteri di Legato ed uccide Nicholas sparandogli alle spalle. Verrà infine ucciso da Knives quando, tornato alla base, tenta un attacco disperato contro i suoi stessi capi per ottenere vendetta. La versione manga del maestro di Wolfwood è un uomo costretto sulla sedia a rotelle da una ferita infertagli da Nicholas stesso. È chiamato Master C (マスターC?, Masutā C) ed è armato anche lui di una versione alternativa del Punisher, una grossa mitragliatrice a forma di croce dotata di una sorta di treppiede.

### Eye Of Michael
L'Eye Of Michael (ミカエルの眼?, Mikaeru no me) è un'organizzazione di sicari professionisti per Knives con insegnamenti fondati su base cattolica. I membri scelti a pieno titolo vengono modificati per aumentare drasticamente la loro forza fisica e velocità oltre i limiti umani e per ottenere una rigenerazione avanzata integrata da fiale di farmaco per ferite estreme. Tuttavia, le modifiche fanno sì che i membri invecchino a un ritmo accelerato. Inoltre, i membri sono addestrati ad analizzare continuamente gli avversari e ad adattarsi alle situazioni, in modo tale che gli stessi trucchi non funzioneranno mai due volte. Da tale ordine provengono Nicholas D.Wolfwood, il suo maestro Chapel e solo nel manga Livio the Double Fang (Razlo the Tripunisher of Death). Anche le loro armi sono di ispirazione di culto cattolico, come il Punisher, l'arma di Nicholas a forma di croce impugnata solo dai migliori componenti dell'ordine. Possiede una mitragliatrice sul lato anteriore della croce ed un lanciarazzi in quella posteriore. Nell'anime le braccia laterali fungono da custodie di pistole. Quella del maestro Chapel nell'anime invece, è in grado di trasformarsi dividendosi in due mitragliatrici pesanti. Nel manga c'è la variante, la più potente e leggera detenuta da Livio, in grado di sparare proiettili sia avanti che indietro allo stesso tempo.

### Bad Lads
I Bad Lads (バド・ラド?, Bado Rado) sono un gruppo di predoni del deserto al servizio di Brilliant Dynamite Neon. Assaltano insieme al loro leader il Sand Steam.